# Ruger LCP

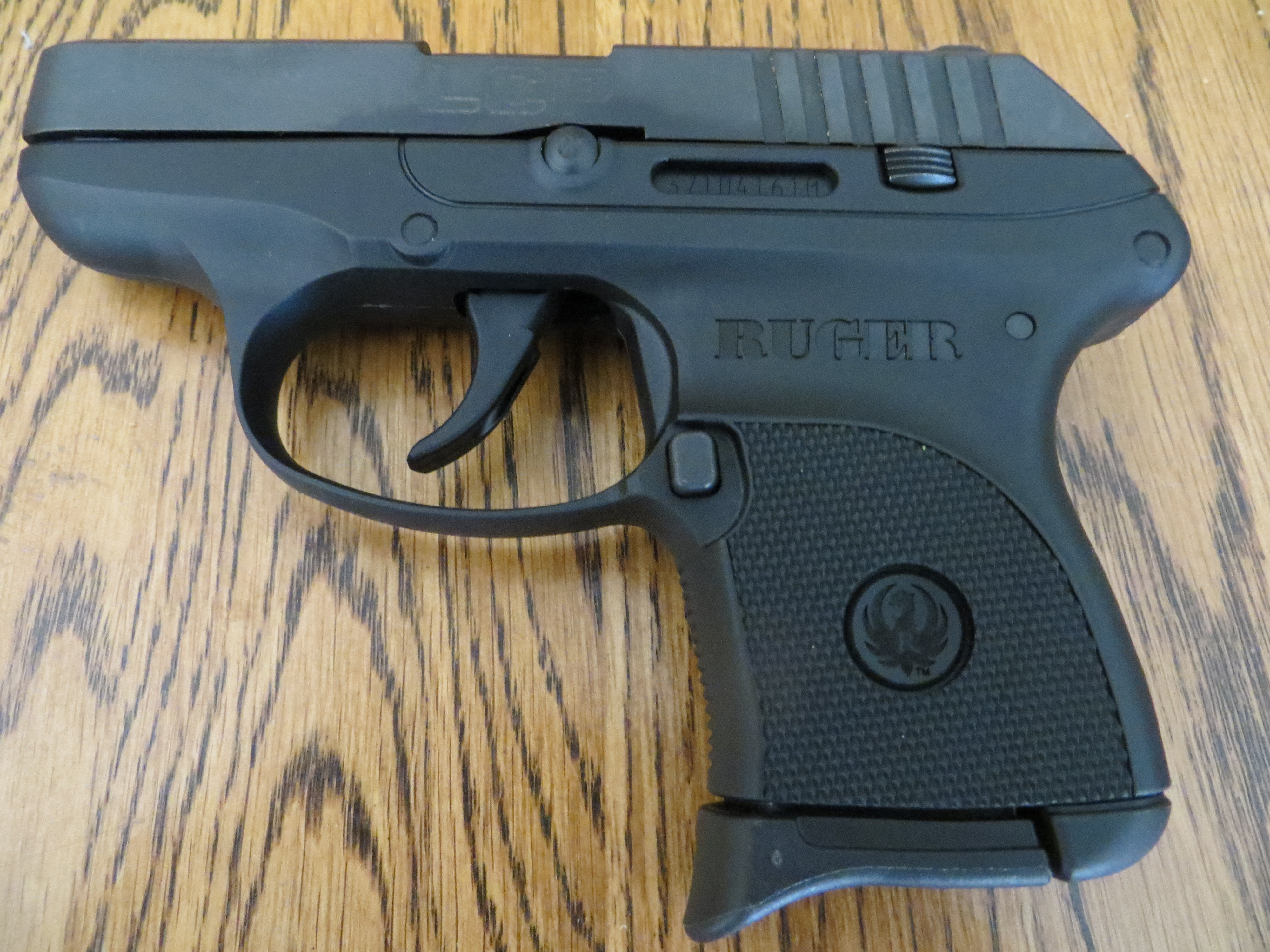
Le très compact et populaire Ruger LCP

Le Ruger Lighweight Compact Pistol est un pistolet semi-automatique léger et compact conçu comme une arme de police et de défense personnelle.

## Technique
- Pays d'origine :  États-Unis
- Fabricant : Ruger
- Finition : Noir mat
- Matériaux : acier inoxydable (canon et culasse) et polymère (carcasse)
- Fonctionnement : simple action seulement
- Visée : fixe
- Canon : 7 cm
- Munition : 9 mm court
- Capacité  : 6 (chargeur) + 1 (chambre) coups
- Longueur : 13,11 cm
- Masse : 265 g environ

## Diffusion
Entre sa commercialisation en février 2008 et juin 2009, la firme Ruger a enregistré 100 000 ventes ou commandes fermes pour la seule Amérique du Nord. Sa détention est interdite aux citoyens de la Californie et du Massachusetts.

## Le Ruger LCP dans la culture populaire
Commercialisé récemment, ce petit pistolet n'apparait qu'au poing du rôle-titre du film noir Parker interprété en 2013 au cinéma par Jason Statham.

## Sources
- Catalogue du fabricant[source insuffisante]